# Liste der Baudenkmäler in Rothenbuch
Auf dieser Seite sind die Baudenkmäler in der unterfränkischen Gemeinde Rothenbuch zusammengestellt. Diese Tabelle ist eine Teilliste der Liste der Baudenkmäler in Bayern. Grundlage ist die Bayerische Denkmalliste, die auf Basis des Bayerischen Denkmalschutzgesetzes vom 1. Oktober 1973 erstmals erstellt wurde und seither durch das Bayerische Landesamt für Denkmalpflege geführt wird. Die folgenden Angaben ersetzen nicht die rechtsverbindliche Auskunft der Denkmalschutzbehörde.

## Baudenkmäler nach Gemeindeteilen

### Rothenbuch
| Lage                                        | Objekt                                              | Beschreibung | Akten-Nr.              | Bild                                                                                                |
| ------------------------------------------- | --------------------------------------------------- | --- | ---------------------- | --------------------------------------------------------------------------------------------------- |
| Hauptstraße 25 (Standort)                   | Fachwerkhaus                                        | Gestelztes zweigeschossiges Fachwerkhaus mit vorkragendem Obergeschoss, um 1780                                                                                | D-6-71-148-8           | weitere Bilder                                                                                      |
| Hauptstraße 74 (im Hafenlohrtal) (Standort) | Ehemalige Mühle                                     | Sandstein, bezeichnet „1742“ | D-6-71-148-9           | Ehemalige Mühle                                                                                     |
| Jägerwiese (Standort)                       | Katholische Pfarrkirche St. Nikolaus von Myra       | Sandsteinquaderbau neugotisch, 1848 | D-6-71-148-1           | weitere Bilder                                                                                      |
| Schloßplatz (Standort)                      | Kriegerdenkmal für die Gefallenen beider Weltkriege | Hoher Pfeiler mit Flachreliefs, roter Sandstein, 1955 von Ursula Ullrich-Jacobi, Gunter Ullrich und Reichert, in absidenartige Einfriedung mit Inschrifttafeln | D-6-71-148-10          | weitere Bilder                                                                                      |
| Schloßplatz (Standort)                      | Ehemaliges Mainzer Jagdschloss                      | Vierflügelanlage mit polygonalem Treppenturm, bezeichnet „1567“                                                                                                | D-6-71-148-4           | weitere Bilder                                                                                      |
| Schloßplatz (Standort)                      | Ringgraben                                          | | D-6-71-148-4 zugehörig | weitere Bilder                                                                                      |
| Schloßplatz (Standort)                      | Brücke                                              | | D-6-71-148-4 zugehörig | weitere Bilder                                                                                      |
| Schloßplatz 3 (Standort)                    | Forstamt                                            | Bau des 16. Jahrhunderts, Wappen bezeichnet „1566“ | D-6-71-148-5           | weitere Bilder                                                                                      |
| Schloßstraße 3 (Standort)                   | Bildstock                                           | | D-6-71-148-3           | BW                                                                                                  |
| Schloßstraße 3 (Standort)                   | Ehemalige Schlosskapelle, jetzt Wohnhaus            | Nachgotischer Bau mit eingezogenem Chor, 1575 | D-6-71-148-2           | weitere Bilder                                                                                      |
| Schloßstraße 3 (an der Straße) (Standort)   | Torbogen                                            | 1601 | D-6-71-148-2           | [[Vorlage:Bilderwunsch/code!/C:49.96746,9.39801!/D:Schloßstraße 3 (an der Straße), Torbogen!/\|BW]] |

### Erlenfurt
| Lage                   | Objekt               | Beschreibung | Akten-Nr.    | Bild           |
| ---------------------- | -------------------- | --- | ------------ | -------------- |
| Erlenfurt 1 (Standort) | Ehemaliges Forsthaus | Zweigeschossiger Halbwalmdachbau über Bruchsteinsockel mit Fachwerkobergeschoss und Außentreppe, bezeichnet „1821“ | D-6-71-148-6 | weitere Bilder |
| Erlenfurt 1 (Standort) | Stall                | Eingeschossiger Bruchsteinbau mit einseitig abgewalmtem Satteldach                                                 | D-6-71-148-6 | Stall          |
| Erlenfurt 1 (Standort) | Scheune              | Eingeschossiger Bruchsteinbau mit Satteldach                                                                       | D-6-71-148-6 | Scheune        |

### Lichtenau
| Lage                   | Objekt  | Beschreibung                                       | Akten-Nr.              | Bild           |
| ---------------------- | ------- | -------------------------------------------------- | ---------------------- | -------------- |
| Lichtenau 3 (Standort) | Gasthof | Langgestreckter Bau, zweite Hälfte 18. Jahrhundert | D-6-71-148-7           | weitere Bilder |
| Lichtenau 3 (Standort) | Kapelle | 1775; mit Ausstattung                              | D-6-71-148-7 zugehörig | Kapelle        |

### Keinem Gemeindeteil zugeordnet
| Lage                                       | Objekt    | Beschreibung | Akten-Nr.     | Bild |
| ------------------------------------------ | --------- | --- | ------------- | ---- |
| Holzäcker, Waldabt. III 11a Ochsenlager () | Bildstock | Blockpfeiler mit vierseitigem Nischenaufsatz und figürlicher Darstellung der Mutter Gottes mit Rundbogenabschluss, Rotsandstein, bez. 1856 | D-0-00-000-60 |      |